# ميخائيل أبل
ميخائيل أبل (بالإنجليزية: Michael W. Apple)‏ هو تربوي أمريكي، ولد في 1942 في باترسون في الولايات المتحدة.